# Periclitopa fischeri
Periclitopa fischeri är en skalbaggsart som beskrevs av Brenske 1896. Periclitopa fischeri ingår i släktet Periclitopa och familjen Melolonthidae. Inga underarter finns listade i Catalogue of Life.